# Jeong Jin-woon
Jeong Jin-woon (hangul: 정진운; hanja: 鄭珍雲; Seúl, 2 de mayo de 1991), también conocido como Jinwoon, es un cantante y actor surcoreano, conocido por ser miembro del grupo masculino surcoreano 2AM.

## Biografía
Se graduó del "BaekAhm High School" y en la Universidad de Daejin.
Su prima es el cantante Park Mi-so, miembro del grupo "TAHITI".
Es buen amigo de sus compañeros de "2AM", y de Son Dong-woon, Key, Nichkhun, Mir, Seohyun, Shin Ji-min y Nicole Jung.
El 4 de marzo de 2019 inició su servicio militar obligatorio, el cual finalizó en octubre del 2020.
En el 2014 comenzó a salir con la cantante surcoreana Park Ye-eun, sin embargo en abril del 2017 se anunció que la pareja se había separado.
En noviembre del 2019 se confirmó que estaba saliendo con la cantante surcoreana Park Kyung-ri desde finales del 2017, sin embargo en mayo de 2021 la pareja anunció que habían terminado su relación después de cuatro años.
El 12 de febrero de 2022, su agencia Mystic Story anunció que había dado positivo para COVID-19 y aunque no experimentaba ningún síntoma anormal, había detenido sus actividades y se encontraba tomando las medidas necesarias impuestas por las autoridades sanitarias.

## Carrera
Desde el 2015 también es miembro de la compañía discográfica Mystic Story (previamente conocida como "Mystic Entertainment"). También es miembro desde el 2008 de JYP Entertainment. 
En julio del 2008 se unió al grupo surcoreano 2AM junto a Jo Kwon, Lee Changmin y Lim Seulong.
Ha aparecido en sesiones fotográficas para "Grazia", "SURE", "Arena Homme Plus", "Marie Claire", "Céci", "High Cut", "F.OUND", entre otros.
En el 2012 participó en la quinta temporada del programa Good Sunday - Kim Byung-man's Law of the Jungle in Madagascar donde participó junto a Kim Byung-man, Park Jung-chul, Ryu Dam, Noh Woo-jin, Ricky Kim y Jeon Hye-bin.
Ese mismo año se unió al elenco principal de la serie Dream High 2 donde interpretó a Jin Yu-jin, un estudiante travieso que aspira a convertirse en una estrella de rock.
En diciembre del mismo año participó en el proyecto SBS Gayo Daejeon: The Color of Kpop donde formó parte de la unidad "Dynamic BLACK" junto a Lee Gi-kwang, Hoya, Lee Joon y L.Joe donde interpretaron la canción Yesterday compuesta por Shinsadong Tiger y LE.
En 2013 se unió al elenco de la cuarta temporada del programa We Got Married donde formó pareja con la actriz Go Joon-hee.
En 2014 se unió al elenco de la serie Marriage, Not Dating donde interpretó a Han Yeo-reum.
En el 2015 participó por segunda vez en el programa ahora durante la décimo novena temporada del programa Law of the Jungle in Yap donde participó junto a Kim Byung-man, Lee Jung-jin, Ryu Dam, Park Han-byul y Dasom. Más tarde ese mismo año participó en la vigésima temporada del programa Law of the Jungle: Hidden Kingdom Special donde participó junto a Kim Byung-man, Sam Hammington, Jeong Jun-ha, Shim Hyung-tak, Nam Gyu-ri, Do Sang-woo y Jun Hyo-seong.
También participó en un partido en beneficencia entre "Jeju Alliance Team will verse FC-MEN Team" donde participaron Ji Chang-wook, Park Gun Hyung, Lee Wan, Lee Ki-kwang, Yoon Doo-joon, Baro, Woohyun y Lim Seulong.
En 2016 se unió al elenco de la serie Madame Antoine donde dio vida a Choi Seung-chan.
En febrero de 2021 se anunció que se había unido al elenco principal de la película de horror Oh! My Ghost, donde interpretará a Tae-min, un hombre que puede ver fantasmas y es contratado como director de piso (FD) para descubrir la verdad detrás de los misteriosos incidentes en el estudio de cine.

## Filmografía

### Películas
| Año  | Título                      | Personaje      | Notas                                                                        | Ref.   |
| ---- | --------------------------- | -------------- | ---------------------------------------------------------------------------- | ------ |
| 2021 | Only I Can See              | Jang-geun      |                                                                              | [ 33 ] |
| 2021 | Oh! My Ghost                | Tae-min        | junto a Ahn Seo-hyun, Lee Joo-yeon, Jung Tae-woo, Ji Dae-han y Kang Sung-pil |        |
| 2022 | I Am Here                   | Gyoo-jong      | junto a Jo Han-sun                                                           | [ 34 ] |
| 2023 | Rebound                     | Bae Gyoo-hyeok | junto a Ahn Jae-hong                                                         |        |
| TBA  | Lovely Voice: The Beginning | Kei            |                                                                              | [ 35 ] |

### Series de televisión
| Año  | Título               | Personaje       | Notas                | Ref.   |
| ---- | -------------------- | --------------- | -------------------- | ------ |
| 2011 | Dream High           | Bailarín        | episodio n.º 16      |        |
| 2012 | Dream High 2         | Jin Yu-jin      | 17 episodios         |        |
| 2013 | Family               | Kang Dong-won   | -                    |        |
| 2014 | Marriage, Not Dating | Han Yeo-reum    | 16 episodios         |        |
| 2016 | Madame Antoine       | Choi Seung-chan | -                    |        |
| 2018 | Let Me Introduce Her | Han Hee-young   |                      | [ 36 ] |
| 2021 | So Not Worth It      | Novio de Carson | (aparición especial) |        |

### Programas de variedades
| Año              | Programa                                                      | Notas                                                            |
| ---------------- | ------------------------------------------------------------- | ---------------------------------------------------------------- |
| 2018 - presente  | The God of Soccer                                             | presentador - junto a Lee Ki-kwang                               |
| 2017             | Battle Trip                                                   | 3 episodios - (episodio #70-72) - concursó junto a Kwon Hyuk-soo |
| 2016             | King of Mask Singer                                           | episodio #73 - concursó como "One Wins Plus Singer King Minus"   |
| 2016             | GOT7's Hard Carry                                             | invitado                                                         |
| 2016             | Strange Vacation                                              | miembro - junto a Beenzino                                       |
| 2012, 2013, 2016 | Hello Counselor                                               | 3 episodios - (Ep. # 68, 114, 275) - invitado                    |
| 2016             | Hitmaker                                                      | miembro                                                          |
| 2015             | Law of the Jungle: Hidden Kingdom Special                     | 4 episodios (Ep. #171 - 174) - miembro                           |
| 2015             | Let’s Go! Dream Team                                          | participante                                                     |
| 2015             | Law of the Jungle in Yap                                      | 2 episodios (Ep. #169 - 170) - miembro                           |
| 2015             | The Racer                                                     | invitado                                                         |
| 2015             | Off to School                                                 | invitado                                                         |
| 2015             | Dating Alone                                                  | invitado - junto a Jung Eun-ji                                   |
| 2013             | Running Man                                                   | episodio #145 - invitado                                         |
| 2013             | We Got Married                                                | episodios #156-186 - miembro - junto a Go Joon-hee               |
| 2013             | Happy Together 3 – Late Night Snack Shop                      | invitado                                                         |
| 2012             | Good Sunday - Kim Byung-man's Law of the Jungle in Madagascar | 11 episodios (Ep. #29-40) - miembro                              |

### Presentador

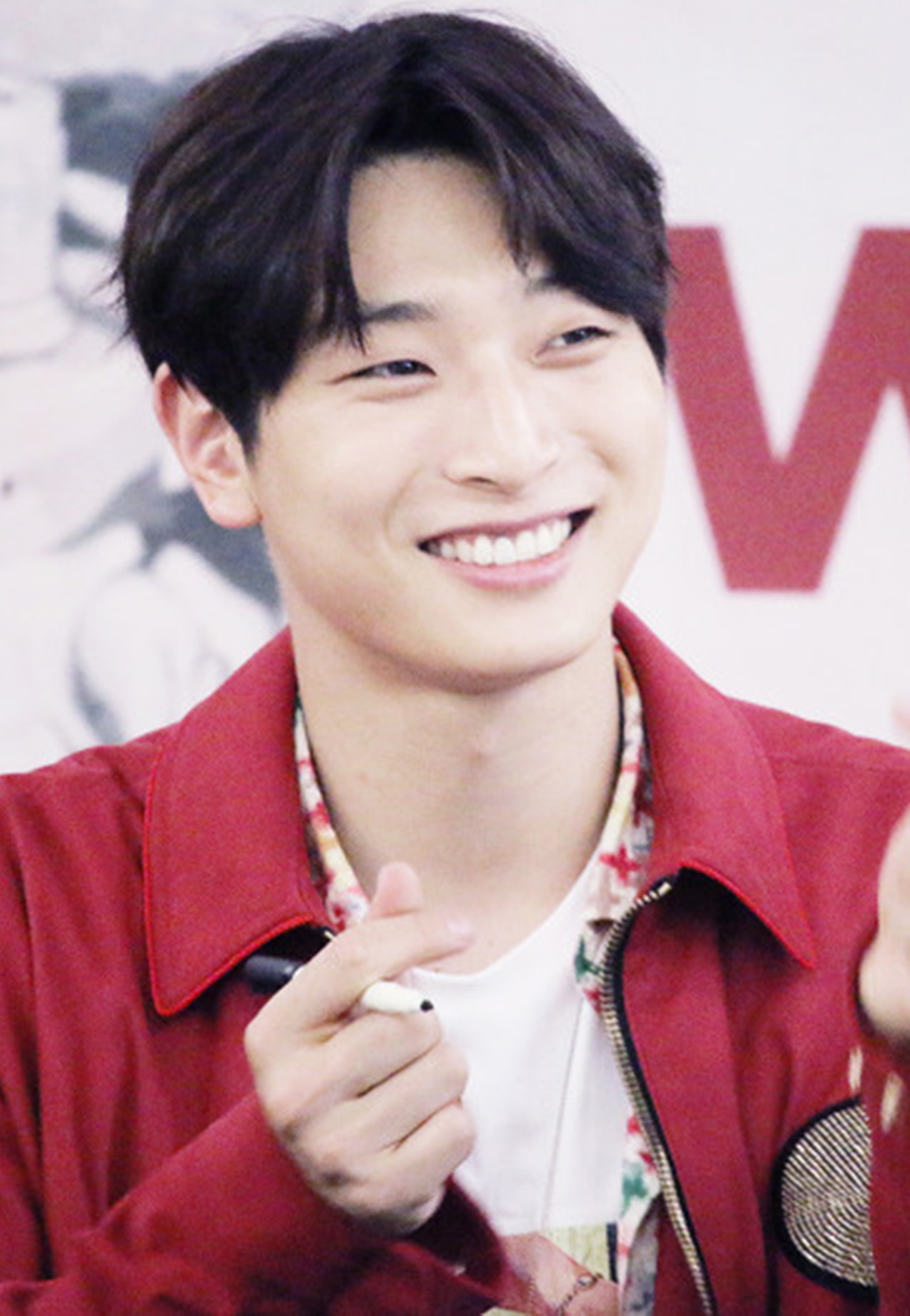
Jeong Jin-woon durante una firma de autógrafos en junio del 2016.

| Año  | Programa                      | Notas                                             |
| ---- | ----------------------------- | ------------------------------------------------- |
| 2013 | Music Bank                    | junto a Park Se-young                             |
| 2016 | Muscle Queen                  | junto a Insooni                                   |
| 2017 | Strong Girls, (Muk!et Street) | junto a Jeong Jun-ha                              |
| 2017 | We're Also National Athletes  | co-presentador - junto a Sunny, Hyoyeon y Kangnam |

### Apariciones
| Año  | Evento                                            | Notas        |
| ---- | ------------------------------------------------- | ------------ |
| 2011 | Space Sympathy                                    | participante |
| 2015 | Hanstar Celebrity Basketball Festival             | participante |
| 2015 | Star Athletics Championships / Idol Star Olympics | participante |

### Videos Musicales
| Año  | Artista/Grupo  | Canción                        | Notas                              |
| ---- | -------------- | ------------------------------ | ---------------------------------- |
| 2011 | G.NA           | "Black & White"                | apareció en el video musical       |
| 2011 | Jeong Jin-woon | "You, Walking Towards Me"      | apareció en su propio debut single |
| 2011 | Jeong Jin-woon | "Now or Never"                 | apareció en el video musical       |
| 2012 | 2AM            | "I Wonder If You Hurt Like Me" | apareció en el video musical       |
| 2012 | 2AM            | "電話に出ない君に"             | apareció en el video musical       |
| 2014 | TAHITI         | "Oppa, You're Mine"            | apareció en el video musical       |
| 2009 | 8Eight         | "Goodbye, My Lover"            | apareció en el video musical       |

## Discografía
| Título                                                                         | Año     | Posición del gráfico | Posición del gráfico | Posición del gráfico | Ventas (Decargas digitales) | Álbum   |
| Título                                                                         | Año     | KOR                  | KOR Hot 100          | JPN Oricon           | Ventas (Decargas digitales) | Álbum   |
| Coreano                                                                        | Coreano | Coreano              | Coreano              | Coreano              | Coreano                     | Coreano |
| ------------------------------------------------------------------------------ | ------- | -------------------- | -------------------- | -------------------- | --------------------------- | ------- |
| "Walk On"                                                                      | 2011    | 37                   | -                    | –                    | - KOR: 134,191+ (DL)        | -       |
| "If Not Now" (ft. YB)                                                          | 2011    | 62                   | -                    | –                    | - KOR: 225,464+ (DL)        | -       |
| "Will" (ft. Tiger JK)                                                          | 2016    | –                    | -                    | –                    | - KOR: –                    | -       |
| "Set Me Free" (ft. Hanbin Chyung)                                              | 2017    | -                    | -                    | –                    | -                           | -       |
| Japonés                                                                        |         |                      |                      |                      |                             |         |
| "Will"                                                                         | 2016    | –                    | –                    | 31                   | - JPN: 1,966                | -       |
| "–" denota lanzamientos que no aparecieron o que no se lanzaron en esa región. |         |                      |                      |                      |                             |         |

### Single albums
| Título                                        | Detalles del álbum                                                                                         | Lista de canciones |
| --------------------------------------------- | --- | --- |
| You Walking Towards Me (걸어온다)             | - Fecha de lanzamiento: 1 de agosto de 2011 - Label: Big Hit Entertainment - Formato: digital download     | 1. You Walking Towards Me (걸어온다) 2. La La La (라라라)                                                                            |
| Now or Never (지금이 아니면)                  | - Fecha de lanzamiento: 17 de noviembre de 2011 - Label: Big Hit Entertainment - Formato: digital download | 1. Now or Never (지금이 아니면) Ft. YB 2. Psycho                                                                                     |
| Jung Jin Woon Maxi Single Album Vol. 1 - WILL | - Fecha de lanzamiento: 9 de junio de 2016 - Label: Mystic Entertainment - Formato: digital download, CD   | 1. Tricky (feat. Shin Dae Chul) 2. Will (feat. Tiger JK) 3. When the Petal Falls (꽃잎 떨어질 때) (ft. Jo Hyun Ah (de Urban Zakapa)) |
| Set Me Free (com Jeong Hanbin (정한빈))       | - Fecha de lanzamiento: 29 de abril de 2017 - Label: Mystic Entertainment - Formato: digital download      | 1. Set Me Free 2. Psychedelic Fantasia                                                                                               |
| Love Is True                                  | - Fecha de lanzamiento: 16 de junio de 2017 - Label: Mystic Entertainment - Formato: digital download      | 1. 너로 보여 (Silhouette) 2. Love Is True                                                                                            |
| Koong! Pop!                                   | - Fecha de lanzamiento: 2 de septiembre de 2018                                                            | 1. All I Need Is You |

### Apariciones en soundtracks
| Año  | Canción                              | Álbum                                             | Notas                                     |
| ---- | ------------------------------------ | ------------------------------------------------- | ----------------------------------------- |
| 2014 | "Saying I Love You" (사랑한단 말)    | OST de "Hotel King"                               | junto a Lee Chang-min                     |
| 2012 | "We are the B" (B급 인생)            | OST de "Dream High 2"                             | junto a Kang So-ra, Jinyoung y Kim Ji-soo |
| 2011 | "Can't I Love You" (사랑하면 안될까) | OST de "Dream High"                               | junto a Lee Chang-min                     |
| 2010 | "No. 1"                              | Listen Up! The Official 2010 FIFA World Cup Album | junto a 2AM (Bonus track Asia)            |
| 2010 | "Like a Fool"                        | OST de "Personal Taste"                           | junto a 2AM                               |

## Premios y nominaciones
| Año  | Premio                                       | Categoría                                        | Programa/Serie              | Resultado |
| ---- | -------------------------------------------- | ------------------------------------------------ | --------------------------- | --------- |
| 2014 | 16th Seoul International Youth Film Festival | Best Young Actor                                 | Marriage, Not Dating        | Nominado  |
| 2014 | 16th Seoul International Youth Film Festival | Best OST by a Male Artist (junto a Lee Changmin) | Telling You That I Love You | Nominados |
| 2015 | SBS Entertainment Award                      | Best Challenger Award                            | Law of the Jungle           | Ganó      |